# Златов, Семён Владимирович
Семён Во́лкович (Влади́мирович) Зла́тов (до 1940 года — Атанасиу-Златов, рум. At(h)anasiu-Zlatov; настоящее имя — Шлойме Волькович Гольдштейн; 19 (31) марта 1893, Кишинёв Бессарабской губернии — 23 октября 1969, там же) — румынский и молдавский композитор, дирижёр и педагог.

## Биография
Семён Златов родился под именем Шлойме (Шлёма) Гольдштейн в Кишинёве в семье Волько Ициковича Гольдштейна и его жены Ховы Дувидовны. В 1908—1912 годах учился в Кишинёвском музыкальном училище Русского музыкального общества, в 1916 году окончил Императорскую Санкт-Петербургскую консерваторию (классы валторны и военно-капельмейстерский). По классу композиции окончил обучение у Александра Константиновича Глазунова. После окончания консерватории вернулся в Кишинёв, где работал дирижёром духового оркестра (под псевдонимом Гольд).
С 1919 года жил в Бухаресте: до 1927 года был трубачом в Бухарестском симфоническом оркестре под управлением дирижёра Джордже Джорджеску, в 1927—1928 годах — главный инспектор духовых оркестров Армии и Флота Румынии, в 1929—1940 годах — трубач и дирижёр оркестра бухарестского музыкально-драматического театра и капельмейстер духовых оркестров в Бухаресте и Констанце, помощник инспектора духовых оркестров Румынской армии (Эджицио Массини). В годы жизни в Румынии занимался сочинением произведений для духового оркестра и переложением песен современных румынских композиторов.
28 июля 1926 года в кишинёвском городском раввинате официально сменил имя и фамилию на Симион Атанасиу-Златов. После присоединения Бессарабии к СССР в 1940 году вернулся в Кишинёв и вновь сменил имя на Семён Владимирович Златов. С 1940 года преподавал в созданной композитором Давидом Гершфельдом консерватории (впоследствии профессор). Член Союза композиторов Молдавской ССР и (до 1940 года) Общества румынских композиторов (Societatea Compozitorilor Români).

## Творчество
Семён Златов известен прежде всего своими произведениями и аранжировками для духовых оркестров. Среди его сочинений: две танцевальные сюиты (Suita moldovenească в 5 частях, Suita № 1 «Adolescence» в 5 частях); хоровые рапсодии на слова молдавских поэтов Леонида Корняну, Петри Крученюка и других («Дансулуй ла брад», 1950; «Поаме», 1957); «Молдавский марш», переложения 5-й симфонии Бетховена и 6-й симфонии П. И. Чайковского для духового оркестра (1933), симфоническая поэма «Gaudeamus», 4 симфонии, Capricio spaniol для симфонического оркестра, фортепианные пьесы, многочисленные обработки молдавских и румынских народных песен, музыка для кино. Вместе с Г. Ф. Боршом составил сборник одноголосных упражнений по сольфеджио на основе молдавского народного фольклора (М., 1956).

## Нотные издания
- На отдыхе: молдавский народный танце в обработке С. Златова для духового оркестра. Москва: Музгиз, 1959.